# Daniel Wise

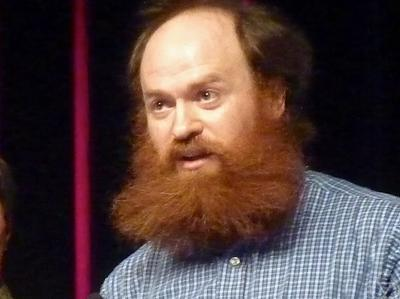
Daniel Wise

Daniel T. „Dani“ Wise (* 1971) ist ein US-amerikanischer Mathematiker, der sich mit Geometrie (3-Mannigfaltigkeiten) und Gruppentheorie befasst.
Wise wuchs in New York City auf, studierte ab 1989 an der Yeshiva University Mathematik mit dem Bachelor-Abschluss 1991 und wurde 1996 an der Princeton University bei Martin Bridson promoviert (Non-Positively Curved Squared Complexes, Aperiodic Tilings and Non-Residually Finite Groups). Als Post-Doktorand war er 1996/97 an der University of California, Berkeley. 1997 wurde er Assistant Professor an der Cornell University, war 2000/01 Visiting Assistant Professor an der Brandeis University und ab 2001 Assistant Professor, 2004 Associate Professor und 2009 Professor an der McGill University. 2008/09 war er Gastprofessor an der Hebrew University.
Er forscht über unendliche Gruppen mit Anwendungen in Geometrie und Topologie, speziell geometrische Gruppentheorie, metrische Räume mit nicht-positiver Krümmung, 3-dimensionale Mannigfaltigkeiten,  residuell endliche Gruppen, Untergruppen-Separabilität und kohärente Gruppen.
Seine Arbeiten über kubische Komplexe sind ein wesentlicher Baustein in den Beweisen verschiedener Vermutungen aus der 3-dimensionalen Topologie, insbesondere der Virtuell-Haken-Vermutung (Ian Agol 2012), aber auch einer der letzten offenen Vermutungen von William Thurston von 1982, dass jede hyperbolische 3-Mannigfaltigkeit virtuell gefasert ist.
2013 erhielt er mit Ian Agol den Oswald-Veblen-Preis. Er erhielt den Veblen-Preis „für seine tiefliegenden Arbeiten, die für eine große Klasse von Gruppen Untergruppen-Separabilität nachwiesen und für die Einführung und Entwicklung der Theorie spezieller Kuben-Komplexe mit Frédéric Haglund, die von grundlegender Bedeutung für die Topologie von 3-Mannigfaltigkeiten sind“. 2014 wurde er zum Mitglied der Royal Society of Canada gewählt. Für 2016 wurden ihm der Jeffery-Williams-Preis und der CRM-Fields-PIMS Prize zugesprochen, für 2019 die Lobatschewski-Medaille.
2014 war er Eingeladener Sprecher auf dem ICM in Seoul (The cubical route to understanding groups). 2018 wurde Wise in die Royal Society gewählt.

## Werke
- mit F. Haglund: A combination theorem for special cube complexes, Annals of Mathematics 176-3, 1427–1482 (2012), pdf
- mit F. Haglund: Special Cube Complexes, Geom. Funct. Analysis, Band 17, 2008, S. 1551–1620
- From Riches to Raags: 3-Manifolds, Right-Angled Artin Groups, and Cubical Geometry, CBMS Regional Conference Series in Mathematics 2012; 141 pp; softcover, ISBN 0-8218-8800-5
- Subgroup separability of graphs of free groups with cyclic edge groups, Quarterly Journal of Mathematics, Band 51, 2000, S. 107–129
- Residual finiteness of negatively curved polygons of finite groups, Inventiones Mathematicae, Band 149, 2002, S. 579–617